# Ruždija
Ruždija (od tur. rüşdiye) je islamska niža srednja škola.
U Bosni i Hercegovini osnivanje ruždija bilo je predviđeno osmanskim Zakonom o školstvu od 1869. godine pokrenuto za vrijeme Tanzimata. Ukupno je otvoreno oko tridesetak ruždija u BiH. Ruždije su bile državne svjetovne škole. Nastavni program je sadržavao islamske vjerske predmete, orijentalne jezike, matematika, zemljopis i povijest. Negdje se predavao i francuski. Hrvatski jezik ušao je u nastavni program nakon austro-ugarskog zaposjedanja Bosne i Hercegovine, a učilo se čitanje, pisanje i manjim dijelom gramatika. Učenici ruždija bili su učenici koji su završili mekteb. Ruždije su trajale četiri razreda. Po završetku ruždije mogli su raditi kao niži uredski činovnici ili nastaviti školovanje.
U Osmanskom Carstvu ruždije su financirane iz školskog fonda (mearif sanduk) vilajetske uprave. Otkako je Austro-Ugarska okupirala i poslije pripojila Bosnu i Hercegovinu, izdržavanje ruždija preuzela je Zemaljska vlada Bosne i Hercegovine.